# سیف‌استور
سیف‌استور (انگلیسی: Safestore) شرکت خدمات مالی بریتانیایی است، که در سال ۱۹۹۸ تأسیس شد.